# Catherine Lebossé
Catherine Lebossé ist eine ehemalige französische Squashspielerin. 

## Karriere
Catherine Lebossé spielte in den 1980er- und 1990er-Jahren auf der WSA World Tour. Mit der französischen Nationalmannschaft nahm sie 1987, 1989, 1990, 1992 und 1994 an der Weltmeisterschaft teil, ebenso gehörte sie mehrfach zum französischen Kader bei Europameisterschaften.
Zwischen 1987 und 1990 stand Lebossé dreimal im Hauptfeld der Weltmeisterschaft im Einzel. 1987 zog sie in die zweite Runde ein, in der sie gegen Marjorie Burke in vier Sätzen verlor. Zwei Jahre darauf scheiterte sie bereits in der ersten Runde an Liz Irving. Auch 1990 kam sie nicht über die Auftaktrunde hinaus. Sie wurde 1984 und 1987 französische Landesmeisterin.

## Erfolge
- Französische Meisterin: 2 Titel (1984, 1987)